# Marahuacaea
Marahuacaea é um género botânico pertencente à família Rapateaceae.